# Metropolitano de Taipé
O Metro de Taipé é um sistema de metropolitano que serve a cidade de Taipé desde 1996.

## Rede

Taipei Metro route map as of 2020.

Taipei Rail Map.

| Linha            | Linha          | Linha          | Ano de Abertura              | Terminais                        | Terminais                    | Estações | Comprimento (km) | Depot                    |
| ---------------- | -------------- | -------------- | ---------------------------- | -------------------------------- | ---------------------------- | -------- | ---------------- | ------------------------ |
|                  | Linha Castanha | Linha Neihu    | 2009                         | Taipei Nangang Exhibition Center | Zhongshan Junior High School | 12       | 14.8             | Neihu Muzha              |
| Linha Wenshan    | Linha Castanha | 1996           | Zhongshan Junior High School | Taipei Zoo                       | 12                           | 10.9     |                  | Neihu Muzha              |
|                  | Linha Vermelha | Linha Tamsui   | 1997                         | Tamsui                           | CKS Memorial Hall            | 20       | 23.2             | Beitou                   |
| Xinbeitou Ramal  | Linha Vermelha | 1997           | Xinbeitou                    | Beitou                           | 1                            | 1.2      |                  | Beitou                   |
| Linha Xinyi      | Linha Vermelha | 2013           | CKS Memorial Hall            | Xiangshan                        | 7                            | 6.4      |                  | Beitou                   |
|                  | Linha Laranja  | Linha Zhonghe  | 1998                         | Nanshijiao                       | Guting                       | 4        | 5.4              | Zhonghe Xinzhuang Luzhou |
| Linha Xinzhuang  | Linha Laranja  | 2010 2011 2013 | Guting                       | Huilong                          | 16                           | 19.7     |                  | Zhonghe Xinzhuang Luzhou |
| Linha Luzhou     | Linha Laranja  | 2010           | Daqiaotou                    | Luzhou                           | 5                            | 6.4      |                  | Zhonghe Xinzhuang Luzhou |
|                  | Linha Verde    | Linha Songshan | 2014                         | Songshan                         | Ximen                        | 7        | 8.5              | Xindian                  |
| Linha Xiaonanmen | Linha Verde    | 2000           | Ximen                        | CKS Memorial Hall                | 2                            | 1.6      |                  | Xindian                  |
| Linha Xindian    | Linha Verde    | 1999           | CKS Memorial Hall            | Xindian                          | 10                           | 9.3      |                  | Xindian                  |
| Xiaobitan Ramal  | Linha Verde    | 2004           | Qizhang                      | Xiaobitan                        | 1                            | 1.9      |                  | Xindian                  |
|                  | Linha Azul     | Linha Nangang  | 1999 2000 2008 2011          | Taipei Nangang Exhibition Center | Ximen                        | 13       | 13.5             | Nangang Tucheng          |
| Linha Banqiao    | Linha Azul     | 1999 2000 2006 | Ximen                        | Fuzhong                          | 5                            | 7.1      |                  | Nangang Tucheng          |
| Linha Tucheng    | Linha Azul     | 2006 2015      | Fuzhong                      | Dingpu                           | 5                            | 7.6      |                  | Nangang Tucheng          |
|                  | Linha Amarela  | Linha Circular | 2020                         | New Taipei Industrial Park       | Dapinglin                    | 14       | 15.4             | Sul                      |